# Фриовиль
Фриови́ль (фр. Friauville) — коммуна во французском департаменте Мёрт и Мозель, региона Лотарингия. Относится к кантону Конфлан-ан-Жарнизи.

## География

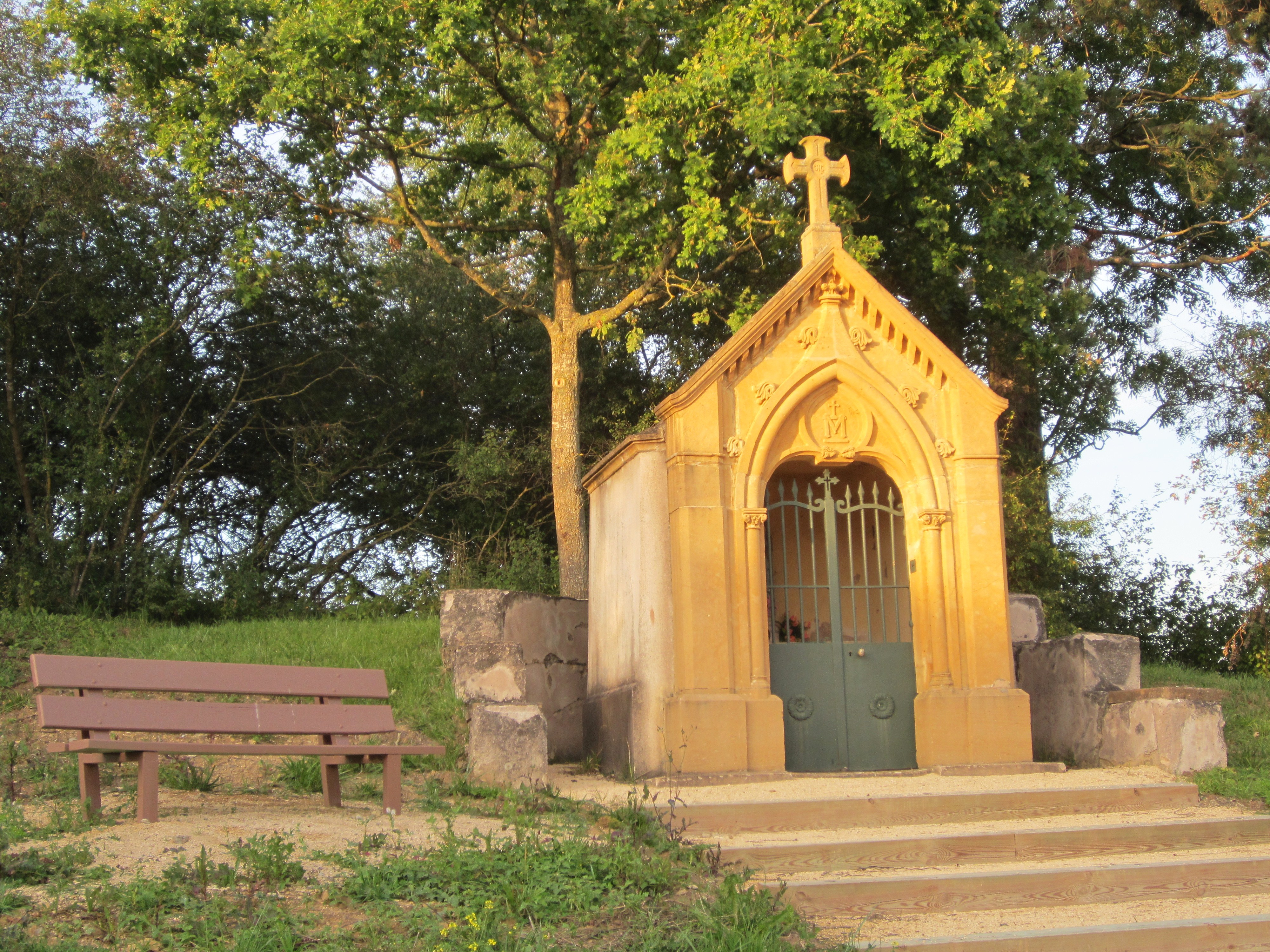
Часовня Эотт.

Фриовиль расположен в 25 км к западу от Меца и в 60 км к северо-западу от Нанси. Стоит на реке Лонго, притоке реки Ирон. Соседние коммуны: Конфлан-ан-Жарнизи на севере, Жарни на востоке, Виль-сюр-Ирон на юге, Бренвиль на западе.

## Демография
Население коммуны на 2010 год составляло 390 человек.
| 1962 | 1968 | 1975 | 1982 | 1990 | 1999 | 2010 |
| ---- | ---- | ---- | ---- | ---- | ---- | ---- |
| 223  | 224  | 195  | 151  | 225  | 265  | 390  |